# ウエリ・スタイガー
ウルリッヒ “ウエリ”・スタイガー（Ulrich "Ueli" Steiger ASC, 1954年8月5日 - ）は、スイス出身の撮影監督。

## 来歴
チューリッヒ生まれ。チューリッヒ大学で英語と美術史を学んだのち、ロンドン映画学校に入学。卒業後、マイケル・ホフマンのもとで撮影技師として働く。
その後、ハリウッドに渡り、ローランド・エメリッヒ監督の大作映画の撮影を手掛ける。
2000年からASCの会員。

## 主なフィルモグラフィー
- フランケンウィニー Frankenweenie (1984)
- プロミスト・ランド/青春の絆 Promised Land (1987)
- ダルク家の三姉妹 Some Girls (1988)
- ホット・スポット The Hot Spot (1990)
- ソープディッシュ Soapdish (1991)
- シングルス Singles (1992)
- 逃げる天使 Chasers (1994)
- ザ・ジャーキー・ボーイズ/いたずら電話大作戦 The Jerky Boys: The Movie (1995)
- Dearフレンズ Now and Then (1995)
- パーフェクト・ファミリー House Arrest (1996) 劇場未公開
- GODZILLA Godzilla (1998)
- オースティン・パワーズ・デラックス Austin Powers: The Spy Who Shagged Me (1999)
- ビッグムービー Bowfinger (1999)
- マイ・ラブリー・フィアンセ Just Visiting (2001)
- ブラック・ナイト Black Knight (2001)
- ロック・スター Rock Star (2001)
- キャンパス・クレージー Stealing Harvard (2002)
- デイ・アフター・トゥモロー The Day After Tomorrow (2004)
- レッド・ウォリアー Nomad (2005) 劇場未公開
- 紀元前1万年 10.000 B.C. (2008)
- ザ・バッド The Maiden Heist (2009) 劇場未公開
- セカンド・アクト Second Act (2018)

## 関連人物
- マイケル・ホフマン
- ローランド・エメリッヒ